# Davis Cup 1959
In 1959 werd het toernooi om de Davis Cup  voor de 48e keer gehouden. De Davis Cup is het meest prestigieuze tennistoernooi voor landen dat sinds 1900 elk jaar wordt georganiseerd.
Australië won voor de 15e keer de Davis Cup door in de finale de Verenigde Staten met 3-2 te verslaan.
De deelnemers strijden in drie verschillende regionale zones tegen elkaar. De winnaar van elke zone speelt het interzonaal toernooi. De winnaar daarvan speelt tegen de regerend kampioen om de Davis Cup.

## Finale
Verenigde Staten -  Australië 2-3 (Forest Hills, Verenigde Staten, 28-31 augustus)

## Interzonaal Toernooi
|  | halve finale 7-10 augustus | halve finale 7-10 augustus |  |       | finale 14-16 augustus | finale 14-16 augustus |
|  |                            |                            |  |       |                       |                       |
|  |                            |                            |  |       |                       |                       |
|  | Australië                  | 4                          |  |       |                       |                       |
|  | Italië                     | 1                          |  |       |                       |                       |
|  |                            |                            |  |       | Australië             | 4                     |
|  |                            |                            |  | India | 1                     |                       |
|  | India                      |                            |  |       |                       |                       |
|  | bye                        |                            |  |       |                       |                       |

Het Interzonaal Toernooi werd gespeeld in de Verenigde Staten.

## België
België speelt in de Europese zone.
| datum      | tegenstander | uitslag | locatie | groep   | ronde    | winst/verlies |
| ---------- | ------------ | ------- | ------- | ------- | -------- | ------------- |
| 18-05-1959 | Italië       | 1-4     | thuis   | EUR udt | 2e ronde | v             |
| 03-05-1959 | Nederland    | 4-1     | thuis   | EUR udt | 1e ronde | w             |

België bereikte de tweede ronde van de Europese zone waarin het werd uitgeschakeld door de latere winnaar van deze zone, Italië.

## Nederland
Nederland speelt in de Europese zone.
| datum      | tegenstander | uitslag | locatie | groep   | ronde    | winst/verlies |
| ---------- | ------------ | ------- | ------- | ------- | -------- | ------------- |
| 03-05-1959 | België       | 1-4     | uit     | EUR udt | 1e ronde | v             |

Nederland werd al in de eerste ronde uitgeschakeld.
| niveau 1 | niveau 2 | niveau 3 | niveau 4 | niveau 5 |

Algemeen · Opzet · Finales · Winnaars 
 België ·  Nederland ·  Aruba ·  Nederlandse Antillen 

1900 · 1901 · 1902 · 1903 · 1904 · 1905 · 1906 · 1907 · 1908 · 1909 · 1910 · 1911 · 1912 · 1913 · 1914 · 1915 · 1916 · 1917 · 1918 · 1919 · 1920 · 1921 · 1922 · 1923 · 1924 · 1925 · 1926 · 1927 · 1928 · 1929 · 1930 · 1931 · 1932 · 1933 · 1934 · 1935 · 1936 · 1937 · 1938 · 1939 · 1940 · 1941 · 1942 · 1943 · 1944 · 1945 · 1946 · 1947 · 1948 · 1949 · 1950 · 1951 · 1952 · 1953 · 1954 · 1955 · 1956 · 1957 · 1958 · 1959 · 1960 · 1961 · 1962 · 1963 · 1964 · 1965 · 1966 · 1967 · 1968 · 1969 · 1970 · 1971 · 1972 · 1973 · 1974 · 1975 · 1976 · 1977 · 1978 · 1979 · 1980 · 1981 · 1982 · 1983 · 1984 · 1985 · 1986 · 1987 · 1988 · 1989 · 1990 · 1991 · 1992 · 1993 · 1994 · 1995 · 1996 · 1997 · 1998 · 1999 · 2000 · 2001 · 2002 · 2003 · 2004 · 2005 · 2006 · 2007 · 2008 · 2009 · 2010 · 2011 · 2012 · 2013 · 2014 · 2015 · 2016 · 2017 · 2018 · 2019 · 2020-2021 · 2022 · 2023 · 2024 · 2025